# Radikal 72
Radikal 72 mit der Bedeutung „Sonne, Tag“ ist eines von 34 der 214 traditionellen Radikale der chinesischen Schrift, die mit vier Strichen geschrieben werden. Es ist Bestandteil des Datums und steht für den Tag. 四月九日 = 4 Monat 9 Tag = 9. April
Mit 115 Zeichenverbindungen in Mathews’ Chinese-English Dictionary gibt es sehr viele Schriftzeichen, die unter diesem Radikal im Lexikon zu finden sind. Im Kangxi-Wörterbuch waren es sogar 453 Schriftzeichen.
Radikal sollte nicht verwechselt werden mit Radikal 73 (曰 = sprechen), das sich dadurch unterscheidet, dass es erheblich breiter ist. Andererseits steht Radikal 72 in engem Zusammenhang mit Radikal 74 (月 = Mond), mit dem es in Kombination das Schriftzeichen ming (明 = hell) bildet.
Das Schriftzeichen entwickelte sich aus der bildlichen Darstellung einer Sonne, einem Kreis mit einem Punkt in der Mitte. Durch die Verwendung des Schreibpinsels, mit dem sich keine Kreise zeichnen lassen, wurde im Laufe der Zeit aus dem Kreis ein Rechteck und aus dem Punkt ein Querstrich.

Entwicklung des Zeichens 日

|               |               |                      |                     |
| Bronzeschrift | Orakelschrift | Kleine Siegelschrift | Große Siegelschrift |

## Schriftzeichenverbindungen, die vom Radikal 72 regiert werden
| Striche | Zeichen                                                                              |
| ------- | ------------------------------------------------------------------------------------ |
| +0      | 日                                                                                   |
| +01     | 旦 旧                                                                                |
| +02     | 早 旪 旫 旬 旭 旮 旯                                                                 |
| +03     | 旨                                                                                   |
| +04     | 旰旱旲旳旴旵时旷旸旹旺旻旼旽旾旿昀昁昂昃昄昅昆昇昈昉昊昋昌昍明昏昐昑昒易昔昕昖昗昘昙 |
| +05     | 昚昛昜昝昞星映昡昢昣昤春昦昧昨昩昪昫昬昭昮是昰昱昲昳昴昵昶昷昸昹昺昻昼昽显昿         |
| +06     | 晀晁時晃晄晅晆晇晈晉晊晋晌晍晎晏晐晑晒晓晔晕晖                                       |
| +07     | 晗晘晙晚晛晜晝晞晟晠晡晢晣晤晥晦晧晨                                                 |
| +08     | 晩晪晫晬晭普景晰晱晲晳晴晵晶晷晸晹智晻晼晽晾晿暀暁暂暃暑                             |
| +09     | 暄暅暆暇暈暉暊暋暌暍暎暏暐暒暓暔暕暖暗暘暙                                           |
| +10     | 暚暛暜暝暞暟暠暡暢暣暤暥暦暧暨                                                       |
| +11     | 暩暪暫暬暭暮暯暰暱暲暳暴暵暶暷                                                       |
| +12     | 暸暹暺暻暼暽暾暿曀曁曂曃曄曅曆曇曈曉曊曋曌曍                                         |
| +13     | 曎曏曐曑曒曓曔曕曖曗                                                                 |
| +14     | 曘曙曚曛曜                                                                           |
| +15     | 曝曞曟曠曡曢曤曥曦曧曨                                                               |
| +16     | 曣                                                                                   |
| +17     | 曩                                                                                   |
| +19     | 曪曫曬                                                                               |
| +20     | 曭曮                                                                                 |
| +21     | 曯                                                                                   |

 Im Unicodeblock Kangxi-Radikale ist das Radikal 72 unter der Codepointnummer 12.103 (U+2F47) codiert.